# Nguyễn Văn Khánh (thiếu tướng công an)
Nguyễn Văn Khánh (sinh năm 1956) là Thiếu tướng Công an nhân dân Việt Nam, từng giữ chức Giám đốc Công an tỉnh Đồng Nai (2010-2015) và đại biểu Quốc hội Việt Nam khóa 13, thuộc đoàn đại biểu Đồng Nai.

## Thân thế và sự nghiệp
Nguyễn Văn Khánh sinh ngày 14 tháng 10 năm 1956 tại phường Tam Hiệp, thành phố Biên Hòa, Đồng Nai.
Ông là người dân tộc Kinh, không theo tôn giáo nào.
Ông có bằng Thạc sĩ Luật.
Ngày 7 tháng 8 năm 1982, ông gia nhập Đảng Cộng sản Việt Nam.
Sau đó, ông học tập và có bằng Cao cấp lí luận chính trị Đảng Cộng sản Việt Nam.
Ông từng là Ủy viên Thường vụ Tỉnh ủy, Thiếu tướng, Giám đốc Công an tỉnh Đồng Nai.
Số hiệu 400-010.

## Kỷ luật
- Ủy ban Kiểm tra Trung ương Đảng Cộng sản Việt Nam tại kỳ họp số 38 ngày 23 tháng 08 năm 2019 đã ra quyết định thi hành kỷ luật bằng hình thức cảnh cáo Thiếu tướng Nguyễn Văn Khánh[3]